# 格紋島鯻
格紋島鯻（学名：Mesopristes cancellatus），又名格紋中鋸鯻、斑吾、雞仔魚，为鯻科中鋸鯻屬下的一个种。种加词 cancellatus 意为“有格子纹的”。